# Roderick Davis
Roderick Hopkins Davis (Key West, 27 augustus 1955) is een Amerikaans/Nieuw-Zeelands zeiler.
Davis werd in 1984 in eigen land samen met zijn ploeggenoten de gouden medaille in de Soling in eigen land.
Davis kwam in het vervolg uit voor Nieuw-Zeeland, voor zijn nieuwe vaderland won hij tijdens de Olympische Zomerspelen 1992 de zilveren medaille in de star.

## Wereldkampioenschappen
| Jaar | Plaats | Resultaten |
| ---- | ------ | ---------- |
| 1979 | Visby  | Soling     |

## Olympische Zomerspelen
| Jaar | Plaats     | Resultaten |
| ---- | ---------- | ---------- |
| 1984 | Long Beach | Soling     |
| 1992 | Barcelona  | Star       |
| 1996 | Savannah   | 5e Star    |
| 2000 | Sydney     | 5e Soling  |

1972: William Allen / William Bentsen / Harry Melges ·
1976: Valdemar Bandolowski / Erik Hansen / Poul Richard Høj Jensen ·
1980: Valdemar Bandolowski / Erik Hansen / Poul Richard Høj Jensen ·
1984: Roderick Davis / Robert Haines / Edward Trevelyan ·
1988: Thomas Flach / Bernd Jäkel / Jochen Schümann ·
1992: Jesper Bank / Steen Secher / Jesper Seier ·
1996: Thomas Flach / Bernd Jäkel / Jochen Schümann ·
2000: Jesper Bank / Henrik Blakskjær / Thomas Jacobsen